# 必殺仕事人2019
『必殺仕事人2019』（ひっさつしごとにん にせんじゅうく）は、2019年3月10日21時 - 23時5分に朝日放送テレビ・テレビ朝日・松竹共同製作により、テレビ朝日系列で放送されたテレビ時代劇。平成最後の必殺仕事人（テレビドラマ）でもある。テレビ朝日開局60周年記念番組。本作を収録したDVD版もある。

## ストーリー
表と裏の稼業に精を出す小五郎だが、母・こうが死に一周忌を迎えたにもかかわらず、気分が落ち込み遺品整理すらもままならない妻・ふくのことを案じていた。その様子を見た同僚の住之江彦左衛門が、「同価値のもの同士を交換する橋渡し」を無償で行っている、馬喰町の油問屋・佐島屋の手代・弥吉を紹介する。弥吉の手配りにより、こうの遺品はすぐに処分され、ふくにも笑顔が戻った。その弥吉の才覚に、豪商・上総屋清右ヱ門が目を付ける。
リュウは須賀醫院で手伝いをしているおたねに惹かれるが、おたねには許嫁がおり、その許嫁こそ弥吉であった。弥吉は、おたねに橋渡しで手に入れた古い櫛を贈る。嬉しそうに髪にさすおたね。おたねの母・おきよは病身だが、弥吉が近々番頭見習いとなり、給金をいただけるようになっておたねと祝言をあげたいという言葉を聞き喜ぶ。
弥吉は取引先である蘇我屋忠兵衛から、上総屋を紹介される。上総屋は、弥吉が行っていることは「献残屋」という立派な商売であること、手間賃を受け取ることで莫大な富を築くことができることを伝え、自分が後ろ盾になっても良いと言う。上総屋は江戸中の大店や金持ちとつながりのある人物で、蘇我屋からも良い話だと勧められるものの、弥吉は「儲けのためにやっているのではない」と断る。
かねてからヤクザ・飛鳥一家から立ち退きの脅しに遭っていた深川長屋だが、ついに飛鳥一家による本格的な打ちこわしが始まった。抵抗する住人を容赦なく斬り殺す飛鳥一家。おたねの母・おきよも兇刃に倒れ息を引き取った。その様子を満足そうに眺めていたのは、弥吉の得意先である蘇我屋だった。蘇我屋が飛鳥一家をつかって長屋の住人を斬殺したことを、本町奉行所へ訴える弥吉とおたね。与力・増村も憤り、配下の同心たちに探索を命じるも、そのすぐ後に増村宛てに書状が届く。それは、「深川長屋一帯の事件に、今後一切奉行所は手を出すな」という上からの圧力だった。
母を殺されたおたねと弥吉の怒りは鎮まらない。そんな二人に、リュウは「三番筋に願をかけると、晴らせぬ恨みを晴らすことができる」と伝える。しかし、それには金が要る。弥吉は、これまで無償で行っていた「献残屋」の稼業で手間賃を貰うことを決意。貯めた金で殺しを依頼する。依頼を受けた小五郎たちは、蘇我屋と飛鳥一家のつながりが書かれた証文を手に入れた後に殺しに臨む。飛鳥一家の権左、杉蔵、鬼松、そして蘇我屋忠兵衛を始末する仕事人。蘇我屋が殺されたことを知り、自分たちが願をかけたことが叶ったことに驚く弥吉とおたね。
弥吉が献残屋で利益を得たことを知った上総屋は、弥吉の才覚と独立心をくすぐる。一ヶ月後、佐島屋から暇をもらい、上総屋の後見を得て「献残屋・まるや」の主となる弥吉。上総屋による「金があれば何でもできる。どんな無理でも通る。それが世の中というものだ」という言葉に触発され野心を高めていく。献残屋の商売が軌道に乗りはじめた弥吉は、奉公していた佐島屋を買い取り、おたねには新しい櫛と25両を贈る。「もっともっと大きくなる」野心を口にする弥吉の姿に、おたねは戸惑いを隠せない。そんな弥吉の前に、佐島屋で番頭だった金次郎が現れた。佐島屋の主・二郎衛門が首を吊ったというのだ。驚きを隠せない弥吉だが、更に驚いたのは、金次郎が弥吉の「付き人」として雇ってほしいと目の前で土下座をしたことだった。
弥吉は上総屋から女性を紹介される。徳川家斉の遠縁にあたる雉子島家のお嬢様・ほのか。派手な身なりと奔放な性格とは裏腹に、算術に長け和歌も嗜むのだそう。ほのかも満更ではないようだが、弥吉には許嫁がいることを知り破談となる。面目をつぶされた上総屋は、目利きのミスをでっちあげ弥吉を委縮させる。上総屋の背後には老中・諏訪守忠悦がおり、諏訪守から貰った脇差を弥吉に贈る上総屋は、弥吉に苗字帯刀を許し、今後は「海老沢吉右衛門」と名乗ること、そして蘇我屋が完遂できなかった深川長屋の住人立ち退きと取り壊しを命じる。
深川長屋の住人たちと平和的解決を望む弥吉は、住人に別の住居を与え、生活の面倒をみることを提案。住人たちもその案に同意するが、上総屋が新たに差し向けたヤクザ・神竜一家が長屋の住人のほとんどを斬殺。弥吉は上総屋に抗議するが、上総屋は「それが余計なこと。もっと大きな人物になるため、無駄金を使うな」と諭す。さすがにこの暴挙には、本町奉行所の同心たちも怒り心頭。住之江をはじめ、同心たちは「奉行所として悪人どもをお縄にする」と躍起になる。増村は登城し幕閣へ抗議をすると息巻くも、奉行所から動くことができなかった。しかし、小五郎も堪忍袋の緒が切れ、リュウと涼次と共に上総屋とその背後にいる老中とのつながりを探りはじめる。
深川長屋の生き残りとして神竜一家に命を狙われるおたね。弥吉と落ち合ったおたねは、世を儚んで二人で心中することを決意する。赤い布を手首に巻き、弥吉が脇差でおたねを刺す。刺されたおたねは「ありがとう」と弥吉に漏らし、弥吉も自分の胸を脇差で突いた。しかし、弥吉が差したのは木の板であり、おたねはその姿を見て失意の中、意識を失っていった。これらはすべて上総屋と金次郎の策略だった。
弥吉はほのかと祝言をあげることとなった。一方、須賀連暁に助けられたおたねは一命を取り留めていた。弥吉からもらった25両を手に三番筋へ来たおたねは、弥吉からの贈り物である古い櫛と25両を置き、弥吉たちを殺してくれるよう涙ながらに依頼を行うのだった。

## キャスト

### 仕事人
渡辺小五郎（わたなべ しょうごろう）
演 ‐ 東山紀之
本町奉行所定町廻り同心。「顔が良いだけの見回り役人」と自嘲するが、裏の顔は凄腕の殺し屋「仕事人」。義母・こう（野際陽子）が死んで一年が経ったにもかかわらず、塞ぎ込みがちな妻・ふくを案ずるなど家族想いの一面が垣間見える。また、上方から叔母である綾小路てんが同居することになり、頭を悩ませることに。  深川長屋の惨事に直面し、首謀者に対して怒りをあらわにするも、幕閣からの圧力で手出しができないことに苛立ちを見せる。首謀者の一人、蘇我屋忠兵衛を始末するが、その背後の更なる黒幕に豪商と老中という権力者がいることで、「奉行所が奉行所として動く」ことを諦め、裏の稼業で決着をつけることを決意。「偉え奴ほど、命拾いしやがる」と吐き捨て、神竜一家と上総屋を斬り捨てた。
エピローグでは自害しようとするおたねを止め、彼女に「自分に男を見る目がなかったと諦めるんだな」と諭しながら去った。
経師屋の涼次（きょうじやのりょうじ）
演 ‐ 松岡昌宏
表稼業は経師屋。筆の中に錐を仕込み、肩口から心臓に向けて突き刺すのが手口。抜け忍という身軽さを利用し、蘇我屋と飛鳥一家のつながりを明かす証文を素早く掴み、また上総屋と諏訪守のつながりを明かす証文もあらかじめ手に入れておくなど抜け目がない。  経師屋で稼いだ金は食い事に、裏稼業で稼いだ金は博打にと金遣いが荒く、お菊に借金を申し出たり、「献残屋」が儲かると知って鞍替えしてみたりなどするがどれも上手くいかず、結局経師屋を続けることになった。
リュウ
演 ‐ 知念侑李
定職を持たず、江戸で仕事を転々としている。治療を受けた須賀醫院で、手伝いのおたねの美しさに見とれるも、おたねには弥吉という許嫁がいることで断念。二人とはその後も関わりを持ち、飛鳥一家の襲撃でおたねの母・おきよが殺されたときには、過去に僧侶であったことから、おきよの墓の前で経を読み供養する。また、晴らせぬ恨みを晴らしてくれる「三番筋の願掛け」のことを二人に教えた。  神竜一家による深川長屋住人斬殺事件の後、小五郎と共に上総屋の背後を探る。吉右衛門（弥吉）とほのかが祝言を挙げる日、吉右衛門がおたねに贈った古い櫛を祝言を迎える彼への特別なお料理として見せた上で、吉右衛門がおたねを刺した脇差を使って弥吉を刺殺。自害に見せかけた。
花御殿のお菊（はなごてんのおきく）
演 - 和久井映見
常磐津の師匠。情報屋であり、仕事人のまとめ役でもある。三番筋にて殺しの依頼を聞き届け、依頼を受けるかどうかの判断も担う。
瓦屋の陣八郎（かわらやのじんぱちろう）
演 - 遠藤憲一
表稼業は瓦職人。瓦を切る鏨で相手の頭蓋骨を斬り、そのあとに砕くという手口。リュウが弥吉とおたねに三番筋の願掛けのことを教えた直後、「それ相応の金が要る」と付け加え、リュウには「人助けのつもりで殺しを請け負うな」と忠告をする。このことで、弥吉は仕事料を稼ぐために無償で行っていた等価交換に手間賃を上乗せすることになる。

### 周囲の人物
増村倫太郎（ますむら りんたろう）
演 - 生瀬勝久
本町奉行所与力。深川長屋の事件に豪商が絡んでいることから、豪商とヤクザの黒いつながりの探索を配下の同心たちに命じるが、直後増村宛に探索禁止の圧力が掛かり奉行所は手が出せなくなってしまう。  やがて、深川長屋の住人のほとんどが斬殺された際には、登城し切腹覚悟で抗議をすると憤るが、結局行動に踏み出せず、幕閣からの「紙切れたった一枚」の圧力に「これほどまでに奉行所が無力だなんて」と消沈した。そんな自分の悲痛な思いを聞いて尚も、相変わらず昼提灯な態度を貫く小五郎に、怒りを通り越して思わず唖然としていた。
住之江彦左衛門（すみのえ ひこざえもん）
演 ‐ 松尾諭
本町奉行所定町廻り同心。ふくを、小五郎との二人羽織の芸で楽しませようとするなど、人当たりの良い人物。遺品整理が進まず気持ちばかりが滅入るふくに弥吉を紹介した。  深川長屋が神竜一家によって全滅した際には激しく憤り、増村に「圧力なんか関係ない。本町奉行所が、悪人どもをお縄にしましょう」と強く詰め寄る正義感を見せるも、その想いは通じなかった。
綾小路てん（あやのこうじ てん）
演 - キムラ緑子
上方から来たこうの妹。40年前、渡辺家から大坂の商家・綾小路家へ嫁いでおり、その存在は小五郎も知らなかった。10年前に夫・六助を亡くし、以来孫に囲まれた隠居生活の身であったが、姉・こうより「もしものときはよろしく」との文を貰っていたことから、姉の死を受けて、江戸の渡辺家へ来訪、姉亡き後の渡辺家を支えるために同居することになる。こう以上に気が強く、豪胆な性格の女丈夫で、姪婿の小五郎を「ぐーたら」と言い放つだけでなく、姪のふくにも嫁たる者の有り方を厳しく指導する。
こう役の野際が2017年6月に死去したため、実質的な後任として本作より起用された。
渡辺ふく
演 - 中越典子
小五郎の妻。「顔が良い」小五郎にベタ惚れ。同居していた母・こうが死んでから、失意の毎日を送り、遺品整理さえもままならない状態だった。住之江から紹介してもらった弥吉のおかげで遺品整理は捗り、すべての処分が終えたあとは笑顔を取り戻した。また、弥吉が持ってきた母にそっくりな「弥勒菩薩」を床の間に飾っている。 弥吉が何度も何度も直してつかっているわら草履を見て、「一つのものを大事にする。こういう人は信用できる」と信頼を寄せていた。
渡辺こう
（演 - 野際陽子）
ふくの母で小五郎の義母。てんの姉。婿である小五郎に後継ぎのことでよく小言を言っていた。1年ほど前に死去し、今作では小五郎・ふく・てんの会話（台詞）の中で名前だけが登場する。

### ゲスト
上総屋清右ヱ門
演 ‐ 西田敏行
江戸の豪商。数多くの大店や金持ちとコネクションを持ち、幕閣や将軍家の縁戚にも顔がきく大物のフィクサーである。有り余る財力を持ち、数多くの若手企業家にサロン的な活動を行い、非凡な商才を持つ若者たちの後見人となり、自ら商売や金についての講義を行ったり、起業をバックアップするなどの支援活動も行っている。しかし、その真の顔は自らの利益の為ならば貧しき者達を切り捨てたり、踏みにじる事を厭わず、他者を利用し、自身の手を汚さずに利潤を得る事に長けた冷酷な守銭奴。また、自らが後見人となり起業した実業家から利益の三割三分を貰い受け、その一部が公儀への賄賂となり、諏訪守をはじめとした幕閣の懐へと入っている。物腰は穏やかで口調も丁寧だが、弥吉が煮え切らない態度を見せた際には、普段からは想像もできないほどの迫力で凄みを効かせた。反面、自分が命の危険に晒されると震えながら必死に金を提示して命乞いをする小心な本質も覗かせる。
弥吉の献残屋の商才にいち早く目を付け、商売にしてみないかと誘うも一度は断られる。しかし、弥吉が仕事料を稼ぐために献残屋で利益をあげていることを知り、商才と独立心をくすぐることで弥吉を独立させる。その後は弥吉を商売人としてさらに躍進させるべく、苗字帯刀を許し、商人としての名前として「海老沢吉右衛門」の名を与えるが、それと共に、将軍家縁戚の雉子島家のお嬢様・ほのかを紹介したり、深川長屋の取り壊しといったダーティな仕事も経験させるなどして、弥吉を少しずつ金銭と欲に塗れた畜生道へと導いていく。
それでも自分の意志に反し、中々吹っ切れる事のできない弥吉に痺れを切らし、弥吉の付き人である金次郎に弥吉を唆せる為の裏工作を指示。その結果、弥吉におたねを殺させる事で、迷いを断ち切らせ、本格的に悪党の世界へと引きずりこんだ。
全てが自らの思い通りにいった後、自らが経営する神楽坂の料亭で弥吉とほのかの祝言を開かせるが、宴席で舞う予定であった十八番の「剣舞」の練習中に小五郎に押し入られる。自分に向けられている殺気を感じ、金で命乞いをするが、小五郎には通じるわけもなく、一刀の下に斬り捨てられた。
始末された後、小五郎に「そんな大金じゃ地獄の閻魔様のとこまで持って行けないだろう」と吐き捨てられた。
弥吉→海老沢吉右衛門
演 - 伊藤健太郎
馬喰町の油問屋・佐島屋の手代。副業で、物品を等価交換する橋渡しを無償で行っている。物を通じて人と人との縁を繋ぐことが目的のため、それを金儲けの手段とは考えておらず、上総屋から、弥吉が行っていることは「献残屋」という立派な商売であり、その都度手間賃を貰えば莫大な富を築くことができると勧められるが、目的が違うためと断った。
須賀醫院の手伝いであるおたねと恋中で許嫁。近々佐島屋の番頭見習いになることが決まっており、おたねと祝言を挙げることも決まっていたが、おたね親子が暮らす深川長屋がやくざ者の飛鳥一家によって壊滅し、おたねの母のおきよが殺された事をきっかけに、その恨みを晴らすために仕事人に依頼する仕事料を得るべく、やむなく「献残屋」で稼ぐ。まとまったお金が貯まり、三番筋に殺しを依頼。早速、深川長屋を襲った飛鳥一家と、その背後にいた蘇我屋が始末され、おきよの無念を晴らす事に成功した。
だが、恨みを晴らす為とはいえ、初めて「献残屋」として一定の稼ぎを得た事で、おたねを幸せにする為には金が必要である事に気づき、そこに目をつけた上総屋から促された事もあり、本格的に献残屋として独り立ちすることを決意。
その結果、持ち合わせていた商才によって瞬く間に事業を大きく発展させてき、遂には古巣であった佐島屋を買収し、佐島屋の番頭だった金次郎を付き人にするまでになったが、それと共に少しずつ金と欲に溺れていく事となる。
やがて、上総屋の計らいで苗字帯刀まで許され「海老沢吉右衛門」と名乗ることになるが、 それと共に自分の恨みの的でもあった蘇我屋の後釜として、再建途上だった深川長屋の完全一掃を命じられる。どうにか平和的解決を望むも、上総屋の陰謀によってその望みは砕かれ、その後も相次ぐ上総屋と金次郎の唆しや、裏工作もあって、おたねを嵌めて心中に見せかけ殺害しようと試みるなど、許嫁よりも自身の商いや出世を選び、完全に人の道から外れていった。
おたねを切り捨てた後はほのかと祝言を挙げるが、宴席の途中でもほのかの顔がおたねに見えるなど、罪悪感が拭いきれていない素振りを見せていたが、最早時既に遅く、宴席に現れたリュウからおたねの心を踏みにじったと怒りを顕にされながら、自身がおたねに送った古い櫛を「特別なお料理」を見せられた上で彼女を刺す際に使った脇差によって因果応報を受ける形で始末されていった。
おたね
演 - 飯豊まりえ
連暁が開く診療処・須賀醫院で手伝いをしている女性。美しく、リュウも思わず見とれてしまうほど。しかし、許嫁である弥吉とは固い絆で結ばれており、やがて祝言を挙げることを約束していた。弥吉から等価交換で得た「古い櫛」を贈られ、大事に髪にさしている。
深川長屋で病身の母・おきよと二人暮らしだが、飛鳥一家による地上げの際に母・おきよが斬られてしまう。弥吉と二人で奉行所に訴えるも奉行所は動かず、見かねたリュウから噂話として聞かされた三番筋に恨みを晴らしてもらうよう願を掛けた。早々に恨みの的が殺されたことに驚きながらも、改めて弥吉との幸せな暮らしを夢見て再出発を決意し、献残屋として独立した弥吉から母の墓を立派なものに建て替えてもらい、自身は取り壊された深川長屋を生き残った住人や、リュウ、涼次らと建てなおすため奮闘する。
一方で、事業と共に野心が大きくなっていく弥吉のことが気がかりではあったが、全ては自分との幸せな生活の為であると述べる彼の言葉を信じつづけていた。しかし、そんな自身の想いを他所に、弥吉はバックについた上総屋やその息のかかった周囲からの唆しによって、少しずつ金銭と欲得に染められていく事となる。
上総屋の策略で新たに現れたやくざ者の神竜一家によって再建途中だった深川長屋は完全に壊滅させされ、自身も神竜一家に追われ、心身共に疲弊した最中、金と欲に翻弄され疲れ果てたと曰う弥吉から提言され、二人で心中しようとするが、心中は偽装で、弥吉に裏切られた事に気づくと、失意に暮れながら意識を失う。
その後、偶然通りかかった連暁が助けたことで一命を取り留めるも完全に悪人へと堕ちてしまった弥吉を含め、今回の事件の黒幕たちの殺しを三番筋に依頼。弥吉から送られていた25両を仕事料と共に、弥吉から初めて贈られた「古い櫛」を三番筋に置き、決別の意思を示した。
エピローグでは生きる希望を無くして自害しようとするが、小五郎に制止された。小五郎に「自分に男を見る目がなかったと諦めるんだな」と諭されながら、弥吉の事は永遠へと消え去っていった。
おきよ
演 - 山下容莉枝
おたねの母。弥吉の人柄を認めており、二人の婚約を心待ちにしていたが、飛鳥一家による長屋崩壊の際に権左に斬られて死亡した。
金次郎
演 - 袴田吉彦
佐島屋の番頭。物々交換の橋渡しを行っている弥吉のことが気に食わず、辛く当たることが多々あった。弥吉の献残屋が軌道に乗りはじめ、弥吉が佐島屋を買収したことに端を発した二郎衛門の首吊り自殺をきっかけに、「弥吉の付き人になりたい」と往来で弥吉に土下座をしてまで頼み込んだ。 商売人として冷徹になりきれない弥吉を、自分の意のままに操れないことに苛立つ上総屋に取り入り、弥吉を心変わりさせるための策を弄する。それは、神竜一家におたねを襲わせ、逃げてきたおたねを弥吉に始末させることだった。  弥吉とほのかの祝言当日、突然現れた陣八郎に自分を始末しようと探している事を告げられ「名前と大体の顔つきしか知らねぇが知っているか？」と尋ねられ、必死にしらを切ってごまかそうとするが、陣八郎の恫喝に思わず返事をしてしまった事でバレてしまい、始末される。
須賀連暁
演 - 河相我聞
診療処・須賀醫院を経営する町医者。おたねと弥吉の仲も知っており、序盤ではおたねに見惚れたリュウを窘めていた。
終盤、吉右衛門へと変貌した弥吉によって意識不明の重体を負ったおたねを救い、弥吉を仕事の的に加えるきっかけを作った。
エピローグでは自害しようとしたおたねの下に駆け付け、彼女を制止した小五郎に頭を下げて感謝した。
雉子島ほのか
演 - 松井玲奈
将軍・家斉の遠縁にあたる雉子島家のお嬢様。派手な外見と奔放な性格の美人だが、算術に長け和歌も嗜む知的な面も持っている。賭け事と暴力をふるう男が嫌いとの事。弥吉とは身分があまりにも違いすぎるが、案外満更ではない様子。上総屋の紹介で弥吉とお見合いをするが、弥吉におたねという許嫁がいることで断られてしまい、プライドを傷つけられたほのかは立腹したまま帰ってしまう。 しかし、弥吉がおたねを捨てて商いの道に邁進することを決めてからは、再度弥吉と会うことを了承し、その場で意気投合して早々に祝言を挙げる事となった。
弥吉が始末される際には友人と歓談する為に席を外しており、戻ってきた際には弥吉が亡き者になった事など知る由もなく、彼の姿を探していた。
諏訪守忠悦
演 - 林家正蔵
江戸幕府老中職。「諏訪守」は官位ではなく苗字のようで「すわのかみ」ではなく「すわのもり」と読む。上総屋とつながる幕閣の一人で、上総屋の財力で老中首座、果ては大老職までも目論む。千両の大金と引き換えに上総屋に先祖代々伝わる脇差を譲る。
弥吉とほのかの祝言の席へ向かう途中で仕事人が仕掛けた回り道の罠に嵌り、配下の供侍が障害物を片付けていることに苛ついていたところを、涼次に始末される。
蘇我屋忠兵衛
演 - 近藤芳正
大店の主。弥吉を上総屋に紹介した人物。上総屋の指示で深川長屋の立ち退きを飛鳥一家に命じていた黒幕でもある。飛鳥一家が深川長屋で暴虐を行っている様子を、笑いながら眺めていた。それを見た弥吉とおたねは奉行所に訴えるも、奉行所に一切関わるべからずの圧力が掛かってしまう。そのため、弥吉は献残屋で利益を得て仕事料を稼ぎ、蘇我屋殺しを仕事人依頼するのだった。 芸者遊びが終わり外へ出たところで小五郎につかまり、路地裏で腹を刺されて始末される。
飛鳥一家 親分 鬼松
演 - 村杉蝉之介
忠兵衛が弥吉に顔を見られたことで仕事の的にされ、鍼か灸の治療の際、灸での治療を望んでいたが、的にされたことに気づかず、涼次の鍼治療によって地獄に落とされた。
飛鳥一家 杉蔵
演 - 猪野学
忠兵衛が弥吉に顔を見られたことで仕事の的にされ、入浴中に陣八郎に始末された。
飛鳥一家 権左
演 - 坂口涼太郎
おきよを殺害したことで仕事の的にされ、遊廓としての仕事の最中に背後からリュウに一突きにされ、始末された。
三崎屋伝兵衛
演 - 小手伸也
冒頭部の仕事の的。
佐島屋二郎衛門
演 - 西園寺章雄
油問屋佐島屋の主人。忠兵衛の死後、佐島屋の屋敷を弥吉に譲渡した後に首吊り自殺した。
悟助
演 - 久保山知洋
吉森
演 - 南条好輝
江戸娘
演 - ヒロド歩美（ABCテレビアナウンサー）

## 殺し技
渡辺小五郎
大刀で悪人を刺す、斬る。BGMは冒頭の仕事と終盤の神竜組を始末する際には「必殺!」、中盤での忠兵衛を始末する際には「裁きの刻」、終盤での上総屋を始末する際には「仕事人から一言～中村主水のテーマ～」に乗せて仕事を遂行する。
経師屋の涼次
悪人の背後に回り、仕込み筆から抜き出した長い錐を相手の肩口から深く突き刺して、心臓まで到達させ、血を体内に噴出させる。「闇夜に仕掛ける」のBGMに乗せて仕事を遂行する。
リュウ
小太刀サイズの刃物で悪人の急所を突き刺す。通常は自身の愛用する懐剣を使うが、終盤の弥吉を始末する際には弥吉がおたねを殺害しようとした際に使った脇差（元は諏訪守忠悦が所有していたもの）を使用した。中盤の仕事では「出陣のテーマ」、終盤の仕事では「決意」のBGMに乗せて仕事を遂行する。
瓦屋の陣八郎
表稼業で使用するたがねをメリケンサックの様に用いて、瓦割りの要領で、悪人の額を線を描くようになぞってから、その中心を突くことで頭蓋骨を砕く。突いた時に頭蓋骨の割れる様も前々作からCG合成で映されるようになっているが、終盤の金次郎を始末する際にしか使用されなかった。中盤の仕事では「影となりて征く〜出陣のテーマ」、終盤の仕事では「仕置のテーマ」のBGMに乗せて仕事を遂行する。

## スタッフ
- 脚本 - 寺田敏雄
- 監督 - 石原興
- 音楽 - 平尾昌晃
- 殺陣 - 中村健人、仲野毅
- 剣武 - 安倍秀風
- 技術協力・VFX - IMAGICA Lab.
- 編成 - 武田行剛（ABCテレビ）、池田邦晃（テレビ朝日）
- 番組宣伝 - 市川貴裕・衣川淳子（ABCテレビ）、平野三和（テレビ朝日）
- 製作協力 - 松竹撮影所
- チーフプロデューサー - 飯田新（ABCテレビ）
- エグゼクティブプロデューサー - 内山聖子（テレビ朝日）
- プロデューサー - 近藤真広・山崎宏太（ABCテレビ）、山川秀樹・秋山貴人（テレビ朝日）/渡邊竜、嶋村希保
- 制作 - ABCテレビ、テレビ朝日、松竹